# 舊雲峯站
舊雲峯站（朝鲜语：／ Kuunbong yŏk */?）是朝鮮民主主義人民共和國慈江道满浦市的一個鐵路車站，属于雲峯線。

## 邻近车站
雲峯線
上豐江 - 舊雲峯